# ماساهيرو تاناكا
ماساهيرو تاناكا (باليابانية: 田中昌宏؛ بالكانا: たなか まさひろ) هو لاعب محترف لكرة القاعدة ‏ ياباني، ولد في 28 سبتمبر 1954 في غوجو في اليابان.

## روابط خارجية
- ماساهيرو تاناكا على موقع الدوري الياباني لكرة القاعدة (الإنجليزية)